# Бріан Бретонський
Бріан Бретонський (фр. Brien de Bretagne) - бретонський дворянин, що брав участь у підкоренні Англії військами Вільгельма Завойовника. Він був другим (можливо позашлюбним) сином Одо, графа Пент'єврського. Дата народження невідома, рік народження приблизно 1042. Вважається, що Бріан разом з своїм братом Аланом Чорним очолював загін бретонців у складі армії Вільгельма під час битви при Гастінгсі у 1066 році.
Влітку 1069 року війська Бріана та Алана завдали поразки силам Годвіна та Едмунда, синів Гарольда Годвінсона, що прибули з Ірландії з флотом з 64 кораблів. Пізніше того самого року Бріан та Вільгельм фітц Осберн були відправлені на допомогу залогам Шрюзбері та Ексетера, обложених англійськими бунтівниками. Запобігти падінню Шрюзбері вони не встигли, але біля Ексетера вилазка з боку обложених допомогла Бріану та Вільгельму розгромити повстанців. 
Бріан отримав у володіння землі у Саффолку та Корнуолі, з його ім'ям пов'язують будівництво замку Лончестон.
У 1075 Бріан Бретонський полишив Англію та повернувся до Бретоні, де й прожив решту свого життя. Дата його смерті також невідома, але сталось це до 1086 року; маєтки, що залишились після нього, були передані королем Вільгельмом Роберту де Мортену.